# پوتالیبازار
پوتالیبازار (به لاتین: Putalibazar) یک شهرداری در نپال است که در گانداکی پرادش واقع شده‌است. پوتالیبازار ۱۴۶٫۲۱ کیلومتر مربع مساحت و ۴۴٬۸۷۶ نفر جمعیت دارد.